# Mindalová
Mindalová (882 m) – szczyt Małych Pienin położony w ich słowackiej części. Znajduje się w bocznym i krętym grzbiecie, który od położonej na polsko-słowackiej granicy Smerekowej (1014 m) opada do Kotliny Lubowelskiej. Znajduje się w nim kilka niskich wzniesień, Mindalova jest najwybitniejszym z nich. Jej zachodnie stoki opadają do doliny jednego z dopływów Kamienki, wschodnie do doliny potoku Riečka. Stoki południowe opadają do wierzchowiny nad miejscowością Kamionka, od wielkich pół uprawnych tej miejscowości oddzielone są jeszcze niewielkim i zalesionym wzgórzem.
Mindalová jest zalesiona i znajduje się w obrębie PIENAP-u. Nie prowadzi przez nią żaden szlak turystyczny.